# Tarification retail-minus
Le modèle de tarification retail-minus est utilisé dans le monde de la téléphonie mobile, pour caractériser la façon dont les opérateurs disposant d'un réseau (Orange, SFR et Bouygues Télécom) fixent leur tarifs de gros vis-à-vis des opérateurs virtuels clients.
Le modèle retail-minus consiste comme son nom l'indique à établir le prix proposé à partir du coût de détail (celui pratiqué auprès des clients finaux de l'opérateur principal) auquel est appliquée une remise d'achat de gros. Il s'oppose au modèle cost plus, fondé sur le coût réel pour l'opérateur fournisseur, auquel est ajoutée la marge qu'il souhaite réaliser.

## Comparaison des méthodes
Il est communément admis que le modèle retail-minus est plus favorable aux opérateurs de gros, tandis que le modèle cost-plus favorise l'intérêt des opérateurs virtuels.
En effet, dans le cas cost-plus, les opérateurs virtuels ont une visibilité directe de la structure de coûts de l'opérateur hôte, et peuvent bâtir leurs propres offres sans dépendre des offres grand public de l'hôte. Dans le cas retail-minus, l'opérateur hôte peut contrôler le montant de la remise accordée en fonction de ses objectifs commerciaux, ne donnant aucune visibilité à l'opérateur virtuel.

## Modèle prédominant en France
En France, la tarification de gros des offres d'hébergement des MVNO par les MNO est très majoritairement dominée par le modèle retail-minus, donc à l'avantage des opérateurs hôtes selon l'avis n°2008-0702 de 2008 rendu par l'ARCEP au Conseil de la Concurrence.